# Хейдон, Найджел
Найджел Хейдон (англ. Nigel Heydon; род. 22 июля 1970, Англия) — английский профессиональный игрок в дартс, принимающий участие в мероприятиях Британской организации дартса (BDO).

## Карьера
Хейдон прошел квалификацию на Открытый чемпионат Великобритании 2007 года как любитель и проиграл в первом раунде Джону Бертону. Он также вошел в число участников сорока лучших на Мастерс 2009 года .
Хейдон присоединился к PDC в 2010 году и быстро добился успеха, достигнув полуфинала на своем втором этапе Про-тура в Гибралтаре . Он также прошел квалификацию на UK Open 2010 года . Выйдя в 1/32 финала, он победил Марка Дадбриджа и Уэйна Этвуда, но в 1/8 финала проиграл Уэсу Ньютону.
На чемпионате мира 2012 года Хейдон играл против действующего чемпиона Адриана Льюиса . Он выигрывал 2:0 в матче из пяти сетов, но Льюис сравнял счёт. В решающем сете Хейдон имел три дротика, чтобы повести в счете 2:0, но промахнулся, и Льюис в конечном итоге победил. Льюис после матча признал, что Хейдон был «феноменальным» в первых двух сетах. В августе Хейдон победил Брэндона Уолша и Гэри Бутчера в квалификационном турнире в Великобритании для турнира European Tour Event 4, и победил Энди Смита 6:5 в первом раунде в Штутгарте . Хейдон во втором раунде победил Марка Уолша 6:2 со средним набором 100,45 , но затем проиграл Джеймсу Уэйду 4:6 на стадии 1/8 финала . Лучшие результаты Хейдона в 2012 году пришли после этого, когда он вышел в четвертьфиналы 12-го и 16-го турниров Players Championship, проиграв Энди Хэмильтону (5:6) и Джейми Кейвену (0:6) соответственно . Он закончил сезон 57-м в рейтинге, не сумев квалифицироваться на чемпионат мира.
Хейдон начал 2013 год с квалификации на UK Masters и обыграл Джеймса Хаббарда со счетом 6:4, но затем со счетом 5:6 уступил Дэйву Чисноллу во втором раунде . Он дошел до той же стадии на Austrian Darts Open, где Джеймс Уэйд выиграл 6:1. В начале 2014 года он занял 71 место в мире, вылетев из топ-64, сохранивших свои места в туре, и поэтому Хейдон вступил в Q-School, чтобы вернуть себе место . В четвертый и последний день он победил Стюарта Андерсона 5:0 в последнем раунде, заработав Карту. Хейдон изменил свой стиль броска в предыдущие 18 месяцев из-за проблем со спиной и также начал носить очки, но впоследствии заявил, что он приспосабливается к изменениям и надеется на дальнейшие успехи в будущем.
В феврале 2014 года Хейдон продемонстрировал свой лучший результат на мероприятии за 16 месяцев, достигнув 1/8 финала на пятом UK Open Qualifier с победами над такими игроками, как Марк Уолш и Ричи Бернетт, но проиграл со счетом 6:3 победителю Гэри Андерсону . На UK Open он обыграл Джонни Хейнса 5:4 и Стива Мэйша 9:1, но проиграл Брендану Долану 9:7 в четвертом раунде . На третьем чемпионате Players Championship, он во второй раз за свою карьеру вышел в полуфинал турнира PDC, всухую победив Джона Патта, а также Иэна Уайта и Ронни Бакстера, но затем его победил Фил Тейлор 6:0 . Хейдон не смог пройти стадию 1/32 финала ни в одном другом турнире до конца сезона.
Хейдон начал 2015 год на 70-м месте в мировом рейтинге и поэтому вновь пришел в Q-School, чтобы заработать двухлетнюю Карту PDC . Он добился успеха в первый день, победив Джима Уокера 5:3 в финальном раунде . Кульминационным моментом года Хейдона стал 11-й Players Championship в мае, когда он победил Даррена Джонсона, Алана Норриса, Марка Дадбриджа, Джона Боулза и Йелле Клаасена, дойдя до полуфинала, где проигрпл Дэйву Чисналлу со счетом 6:4 . Затем дальше 1/16 финала в сезоне Хейдон не продвинулся в 2015 году.
В 2016 году он прошел квалификацию на Austrian Darts Open, где вышел в четвертьфинал, победив Рокси-Джеймса Родригеса со счетом 6:4, действующего чемпиона Гран-при Роберта Торнтона 6:5 и шестого сеяного Иэна Уайта 6:0. Хейдон потерпел поражение от Майкла Смита со счетом 6:4 . Это был его лучший результат в сезоне, поскольку он только дважды достиг 1/16 финала во всех других турнирах, в которых он играл.

## Результаты на чемпионатах мира

### PDC
- 2011: Первый раунд (проиграл Роберту Торнтону 1-3)
- 2012: Первый раунд (проиграл Адриану Льюису 2-3)

### BDO
- 2019: Первый раунд (проиграл Ричарду Венстре 2-3)

## Личная жизнь
Хейдон по профессии похоронный директор и использует в качестве прозвища «Гробовщик» . До середины 2010 года он использовал прозвище «Мясник», поскольку ранее был мясником .
Он женат на Филиппе. У пары пятеро детей — Джанин, Мелисса, близнецы Уоррен и Рассел, а также Шеннон.